# Vittoria (vino)
Vittoria è una DOC istituita con decreto del 13/09/05 pubblicato sulla gazzetta ufficiale 26/09/05 n 224.
Comprende vini prodotti nei comuni di:
- Vittoria, Comiso, Acate, Chiaramonte Gulfi, Santa Croce Camerina, Ragusa, in  provincia di Ragusa
- Niscemi, Gela, Riesi, Butera, Mazzarino in provincia di Caltanissetta
- Caltagirone, Licodia Eubea, Mazzarrone in provincia di Catania

## I vini della DOC
- Vittoria rosso
- Vittoria Nero d'Avola o Calabrese
- Vittoria Frappato
- Vittoria Ansonica o Inzolia o Insolia
- Vittoria novello

## Tecniche di produzione
I nuovi impianti ed i reimpianti dovranno essere allevati ad alberello o a controspalliera ed avere una densità di 4.000 ceppi/ettaro.
È vietata ogni pratica di forzatura, ma consentita l'irrigazione di soccorso.
Tutte le operazioni di vinificazione debbono essere effettuate nella zona DOC, ma sono ammesse eccezioni per i comuni limitrofi.